# Susanne Schmid-Keller
Susanne Schmid-Keller (* 1956) ist eine Schweizer Politikerin (SP) und Mittelschullehrerin. Sie ist Kantonsrätin im Kanton St. Gallen.

## Politik
Von 1997 bis 2016 war Susanne Schmid-Keller Mitglied des St. Galler Stadtparlaments. 2012 stellte sie sich zur Wahl als Kantonsrätin, wurde jedoch nicht gewählt. 2016 wurde sie erstmals gewählt und in den letzten Kantonsratswahlen auf der Liste «SP, JUSO und Gewerkschaften – Frauen*liste» am 8. März 2020 bestätigt.

## Berufliche Tätigkeiten
Susanne Schmid-Keller ist seit September 2017 Präsidentin des «Kantonalen Mittelschullehrerinnen- und Mittelschullehrer-Verbands St. Gallen». Selbst unterrichtete sie als Mittelschullehrerin Geographie und Ökologie an der Kantonsschule am Brühl, St. Gallen. Sie ist auch Vizepräsidentin der «Ostschweizerischen Geographischen Gesellschaft». Sie ist Präsidentin des Vereins «Wohnliches St. Georgen», einer Arbeitsgemeinschaft, die sich für mehr Lebensqualität im Quartier St. Georgen einsetzt. Diese Aufgabe übernimmt der Verein seit 1987 durch familienfreundliche Quartiersgestaltung mit nachhaltigen Verkehrslösungen und dem Sichern von Schulwegen. Er organisiert deshalb laufend Informations- und Weiterbildungsanlässe, aber auch generelle Geselligkeit im Quartier. Ebenfalls wirkt Susanne Schmid-Keller im Vorstand der Wohnbaugenossenschaft 1904 als Delegierte der Stadt St. Gallen.